# Ignasi Oms i Ponsa
Ignasi Oms i Ponsa (Manresa (Barcelona) 1863 - Barcelona, 1914) fue un arquitecto catalán considerado como el representante más destacado del modernismo en Manresa.
Se formó en Barcelona como discípulo de Domènech i Montaner y ejerció durante muchos años de arquitecto municipal de la ciudad de Manresa, llena de edificios suyos, donde hay una calle que lleva su nombre porque concentra en el mismo espacio cuatro obras suyas.
Sus edificios más emblemáticos, casi todos en Manresa, son:
- Casa Torrents o La Buresa
- Casino de Manresa
- Casa Lluvià
- Casa Torra
- Casa Gabernet Español
- Casa Padró Domènech
- Colegio-Asilo de la Infancia
- Casa Armengou
- Antiguo matadero de Manresa
- Harinera La Florinda
- Hotel Sant Roc (Solsona)

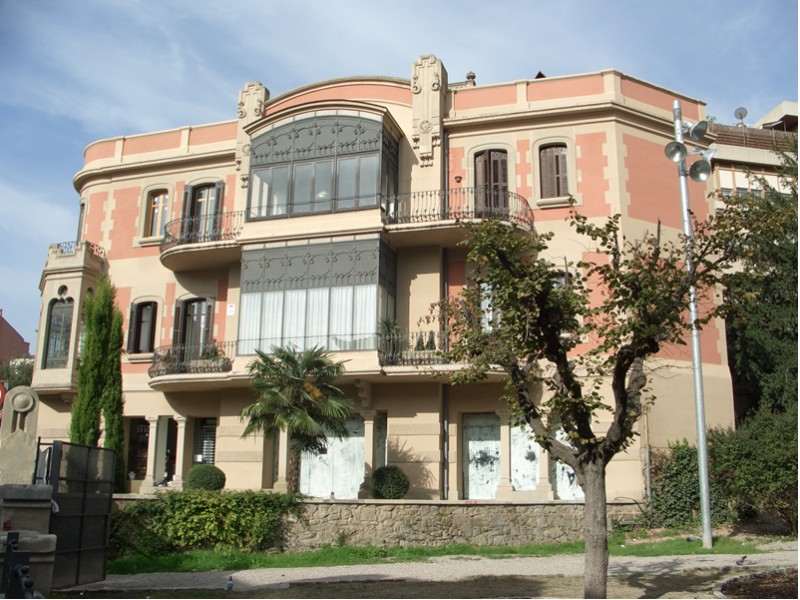
La casa Torra

Su sobrino Ignasi Maria Colomer i Oms fue también arquitecto.
- Datos: Q628834
- Multimedia: Ignasi Oms / Q628834